# Engerode

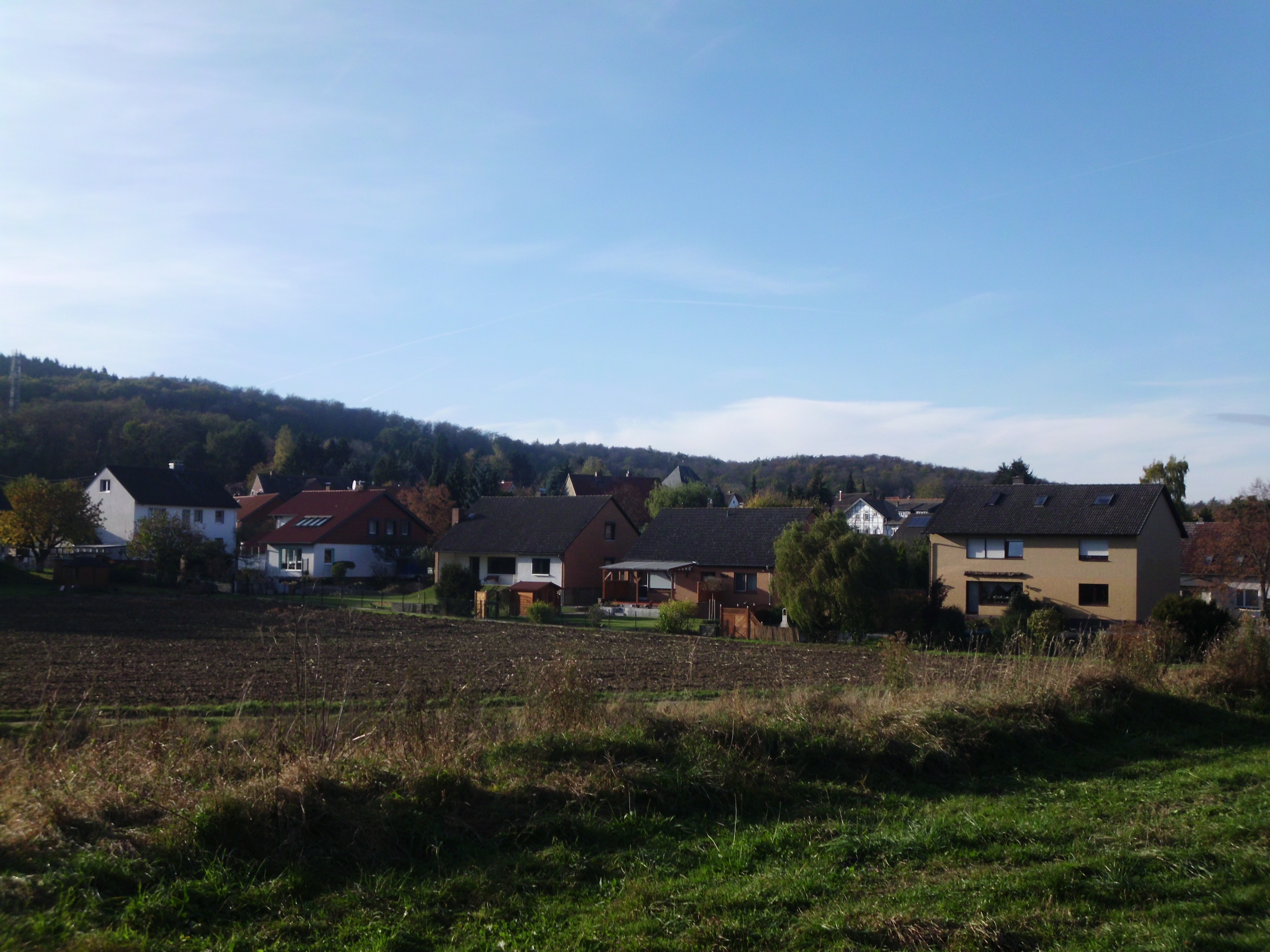
Blick auf den Süden von Engerode

Engerode ist einer der insgesamt 31 Stadtteile der kreisfreien Stadt Salzgitter in Niedersachsen, gelegen in der Ortschaft West.
Engerode gehörte bis zum 31. März 1942 zum Landkreis Wolfenbüttel und wurde durch einen Verwaltungsakt am 1. April 1942 ein Teil der Großstadt Watenstedt-Salzgitter. Am 23. Januar 1951 wurde diese amtlich in Salzgitter umbenannt.

## Geschichte
Engerode wurde im 8. oder 9. Jahrhundert im Gebiet des Salzgitter-Höhenzuges gegründet. In einem Schriftstück aus dem Jahr 1234 findet sich die erste Erwähnung des Ortes, damals unter dem Namen Oddincherot. Das Basiswort des Ortsnamens leitet sich von dem Personennamen Odo oder Otto her. Der Ortsname wandelte sich später zu Oddingeroht (1236), Oddingerohde (1274), Edding(h)erode (1302), Eddingerode (1361) und 1542 findet man in einem Bericht über eine Kirchenvisitation erstmals die heutige Schreibweise Engerode.
Anmerkung: Im Hildesheimer Domnekrolog (Anniversarverzeichnis des Domkapitels) gibt es einen Beleg, der auf das Jahr 1080 datiert wird und in dem ein Ort Odesrode aufgeführt wird. Wegen der Unsicherheit sowohl in der Datierung als auch zur Lage des Ortes wird aber eine Zuordnung zum heutigen Engerode abgelehnt.
Laut ihrem Lehensregister waren in Oddingerode die Edelherren von Meinersen begütert. Sie gaben hier um 1280 drei Hufen, ein Flecken Wald (locus silve) und ihr Reichslehen zwei „Königswälder“ (silve regis), als Lehen an Bruno von Gustedt und seine Brüder. Im 13. Jahrhundert werden auch die Herren von Engerode genannt. Diese besaßen im Ort einen Hof, auf dem sie 1236 eine Kapelle erbauen ließen. Im 14. Jh. geriet der Ritterhof in den Besitz der Herren von Bortfeld. Spätere Besitzer waren die Herren vom Busche (1650 bis 1756), die Herren von Brabeck (bis 1821) und bis 1840 die Grafen von Stolberg. 1841 erwarb die Gemeinde das Rittergut und verteilte die Ländereien unter den Brinksitzern des Ortes.
Seit dem 15. Jahrhundert gehörte Engerode zum Herzogtum Braunschweig – anfänglich zum Gericht Lichtenberg und nach dessen Auflösung zum Gericht Salder. Von 1807 bis 1813 zählte Engerode zum Kanton Gebhardshagen im Distrikt Braunschweig im Departement der Oker des Königreichs Westphalen. Nachdem 1814 das Herzogtum Braunschweig wieder eingeführt wurde, gehörte Engerode hier zum Kreisgericht Salder, dem späteren Amt Salder und wurde 1850 in den Landkreis Wolfenbüttel eingegliedert. Seit dem 1. April 1942 gehört Engerode zur neugegründeten Stadt Watenstedt-Salzgitter – dem heutigen Salzgitter.

### Erzbergbau Hannoversche Treue
Durch den Aufbau der Reichswerke Hermann Göring ab 1937 veränderte sich Engerode. Teile der Ortsfluren wurden für den Erzbergbau und seine Anlagen benötigt und aufgekauft und die Landwirte wurden an andere Orte umgesiedelt. Im Gebiet südlich von Engerode wurde im Tagebau Hannoversche Treue die bisher geringe Erzabbauleistung erheblich erhöht. In der Zeit von Juli 1938 bis Februar 1939 wurde am westlichen Ortsrand von Engerode der Wetterschacht Hannoversche Treue Nord niedergebracht. Drei weitere Schächte im Gebiet und der Nachbarschaft des Tagebaues (Hannoversche Treue II, III und Süd) wurden von März 1938 bis Oktober 1939 abgeteuft.
Der Betrieb des Tagebaus wurde 1948 aufgegeben, da das Erzlager erschöpft war. Die Förderung der Gruben wurde im Mai 1967 eingestellt. Die Stadt Salzgitter kaufte die Tagesanlagen des Schachtes Hannoversche Treue Nord, diese werden heute von der Freiwilligen Feuerwehr und der Dorfgemeinschaft genutzt.

### Bevölkerungsentwicklung
| Jahr | Einwohner |
| ---- | --------- |
| 1821 | 84        |
| 1848 | 92        |
| 1871 | 123       |
| 1910 | 135       |
| 1925 | 131       |
| 1933 | 136       |
| 1939 | 504       |
| 1946 | 245       |
| 1950 | 399       |

| Jahr | Einwohner |
| ---- | --------- |
| 1955 | 439       |
| 1960 | 226       |
| 1970 | 225       |
| 1980 | 303       |
| 1990 | 296       |
| 2000 | 277       |
| 2006 | 262       |
| 2010 | 264       |
| 2012 | 252       |

| Jahr | Einwohner |
| ---- | --------- |
| 2014 | 239       |
| 2016 | 228       |
| 2018 | 235       |
| 2019 | 234       |
| 2020 | 257       |
| 2021 | 245       |
| 2022 | 253       |
| 2023 | 244       |
| 2024 | 240       |

## Kirche

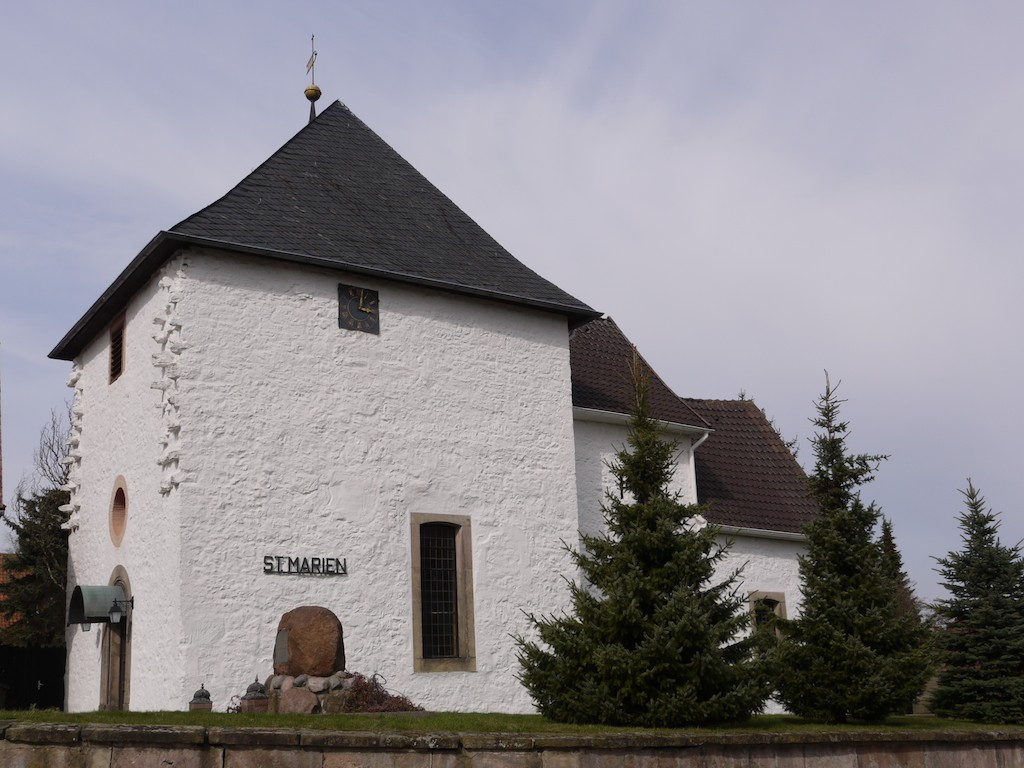
St.-Marien-Kirche in Salzgitter-Engerode

Die St.-Marien-Kirche von Engerode ist die älteste heute noch erhaltene Kirche Salzgitters. Bekannt ist die Kirche über die Grenzen Salzgitters hinaus durch ihre gotischen Gewölbe- und Wandmalereien, in denen in mehreren Gemälden Stationen aus dem Leben Christi dargestellt werden. Die Malereien wurden 1959/60 bei Renovierungsarbeiten freigelegt. Größere Teile der Gemälde wurden bei früheren Umbauarbeiten zerstört, so 1865 bei der Vergrößerung der Fenster. Die erhaltenen Teilstücke gewähren aber dennoch einen Eindruck vom ehemaligen Gesamtwerk.
Die Kirche war 1236 durch den Ritter Thietmar von Engerode gebaut worden, der hier ein Augustinerinnen-Kloster gründete und dazu auf seinem Ritterhof eine Kapelle errichtete. Diese schloss sich an den Wohnturm des Ritterhofes an, den heutigen Kirchturm. Das Kloster wurde kurze Zeit später nach Wülfinghausen verlegt, die Kirche blieb erhalten und entwickelte sich zu einem Wallfahrtsort. Das Ziel der Wallfahrer war ein Muttergottesbild – vermutlich eine Steinstatue. Als auch nach der endgültigen Einführung der Reformation 1568 durch Herzog Julius von Braunschweig die Wallfahrten zum wundertätigen Marienbild weitergingen, veranlasste das Kirchen-Konsistorium 1744 die Entfernung der Marienstatue. Diese wurde nach Schloss Söder verbracht und ist heute verschollen.
Zu Beginn der Reformation 1542 war Engerode noch Pfarrsitz. Die Kirche in Engerode gehörte damals zum Archidiakonat Gitter des Bistums Hildesheim. Als 1568 der damalige Patron Christoph von Bortfeld die Kirchengüter einziehen ließ, musste der Pfarrer Engerode verlassen und die Kirche wurde zunächst von Groß Flöthe aus betreut. 1660 gründeten die benachbarten Ortschaften Gebhardshagen, Calbecht und Engerode einen Pfarrverband, dem die Gemeinde auch heute (2018) noch angehört. Im Sommer 2017 fusionierten die drei Gemeinden des Pfarrverbandes zur Kirchengemeinde Gebhardshagen-Calbecht-Engerode.

## Politik

### Wappen
Die eingebogene Spitze steht für die Rodung, auf der Engerode errichtet wurde. Die silberne Kirche stellt die St. Marien-Kirche von Engerode dar, eine der ältesten Wallfahrtskirchen im Braunschweiger Raum. Die beiden Bäume (Nadel- und Laubbaum) stehen für die Lage Engerodes an der Grenze zwischen dem Herzogtum Braunschweig und dem Königreich Hannover. Früher war es üblich, Grenzen in bewaldeten Gebieten zu kennzeichnen, indem wechselseitig zur Grenze Nadel- und Laubbäume gepflanzt wurden. Diese unterschiedliche Bepflanzung ist noch heute im Wald zu Engerode anzutreffen.
Entworfen wurde das Wappen von Günther Aust. Das Wappen wurde auf einer Bürgerversammlung am 15. Oktober 2003 als Ortswappen von Salzgitter-Engerode angenommen.